# Guiscarda de Bearne
Guiscarda (c. 1090–1154) fue la hija primogénita de Gastón IV, vizconde de Bearne, y de Talesa de Aragón.
Se casó con Pedro vizconde de Gabarret, muerto antes de 1134, del que tuvo un hijo llamado Pedro. Cuando el hermano de Guiscarda, Céntulo VI de Bearne murió sin sucesión en 1134, el vizcondado de Bearne pasó a Guiscarda y automáticamente a su hijo Pedro que comenzó a intitularse vizconde de Bearne, de Gabarret y de Brulhois. Al ser menor de edad, durante su niñez fueron sus tutoras su madre así como su abuela Talesa. En 1147 Pedro II fue declarado mayor de edad y Guiscarda se retiró de sus funciones de gobierno.
Su hijo Pedro falleció en 1153, un año antes que su madre quien falleció en 1154. Durante ese año, Guiscarda asumió de nuevo la regencia y la responsabilidad sobre sus nietos. Los vizcondados pasaron a su nieto Gastón V de Bearne.

## Descendencia
- Pedro, fue vizconde de Bearne, de Gabarret y de Brulhois y padre de Gastón;[1]
- Stephanie de Béarn, mujer de Fortún Sánchez de Torres